# Great DJ
„Great DJ” – to utwór brytyjskiego indiepopowego zespołu The Ting Tings. Wydany został 8 lutego 2008 roku przez wytwórnię płytową Columbia Records jako drugi singel z ich debiutanckiego albumu studyjnego, zatytułowanego We Started Nothing. Twórcami tekstu utworu są Katie White i Jules De Martino, który zajął się też jego produkcją. Do singla nakręcono także teledysk, a jego reżyserią zajęła się Rachel Reupke. „Great DJ” notowany był na 33. pozycji w notowaniu UK Singles Chart.

## Pozycje na listach przebojów
| Kraj              | Lista (2008)         | Pozycja |
| ----------------- | -------------------- | ------- |
| Australia         | Top 50 Singles       | 52      |
| Belgia (Flandria) | Ultratop 50          | 47      |
| Irlandia          | Top 50 Singles       | 35      |
| Stany Zjednoczone | Hot Dance Club Songs | 9       |
| Wielka Brytania   | Singles Top 100      | 33      |